# Buštěhradská halda

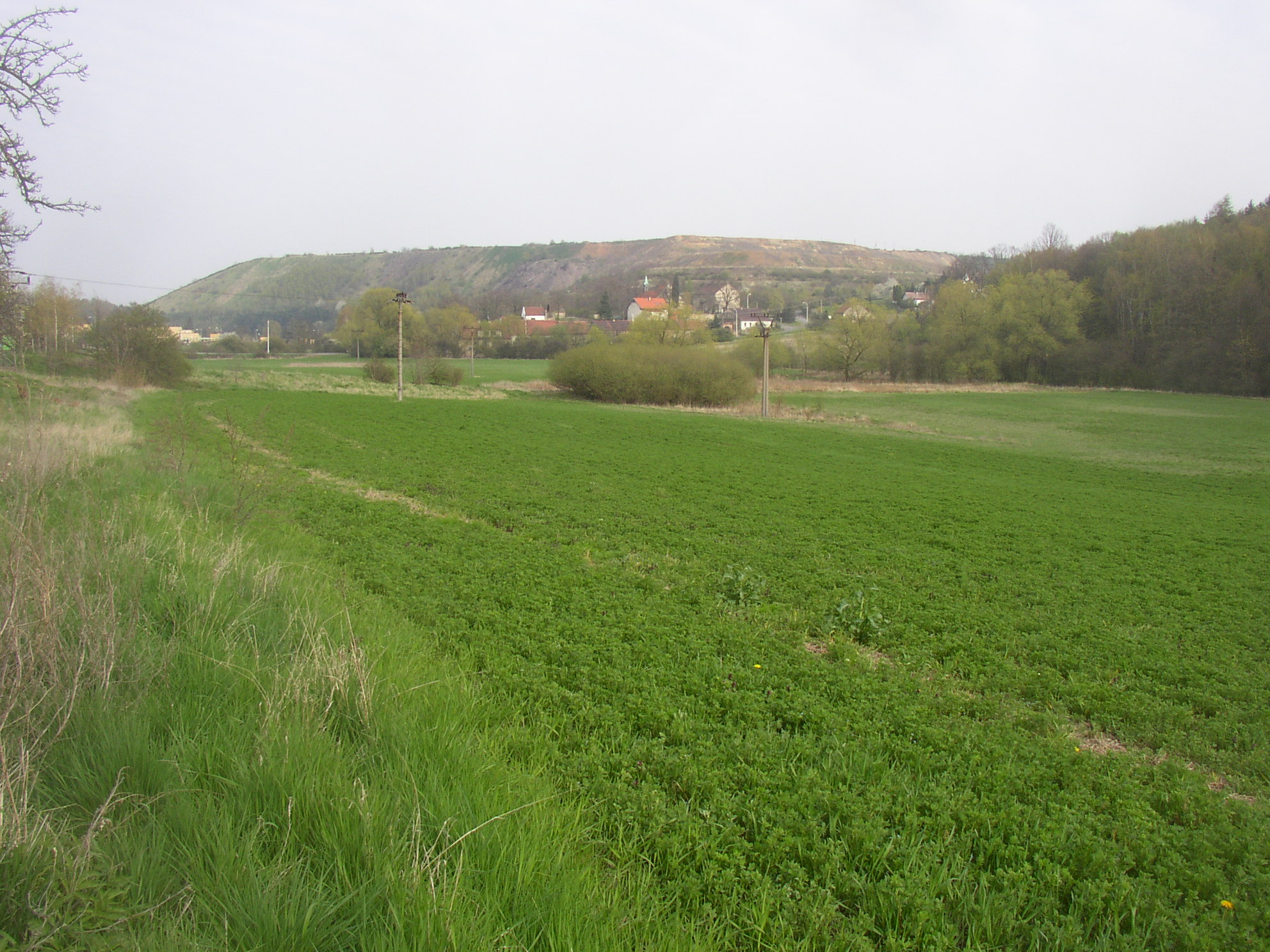
Pohled od západu, z Vrapic

Buštěhradská halda (357 m n. m.) je mohutný umělý terénní útvar mezi obcemi Kladno-Vrapice, Buštěhrad a Stehelčeves poblíž města Kladna ve Středočeském kraji, navršený ve druhé polovině 20. století jako skládka strusky z kladenských hutí, jakož i dalších průmyslových odpadů. Jedná se o nejmohutnější haldu na Kladensku, která, zvláště při pohledu od severovýchodu, tvoří zdaleka viditelnou a nepřehlédnutelnou součást krajiny v podobě stolové hory.

## Popis
Halda se rozkládá necelých 6 km vsv. od centra Kladna na pravém svahu údolí Dřetovického potoka, v místech, kde se stýkají hranice tří obcí. Většina haldy spočívá na katastrálním území obce Stehelčeves, položené pod jejím severovýchodním úbočím. Jižní část přináleží k městu Buštěhrad, k němuž je obrácena. Obě tato sídla dělí od haldy vzdálenost několika set kroků. Nejzápadnější část haldy zasahuje na území města Kladna, přesněji řečeno jeho předměstí Vrapic, tyčí se přímo nad starobylým kostelem sv. Mikuláše a městskou čistírnou odpadních vod. Území, které halda pokrývá, má rozlohu přibližně 55 ha a zhruba obdélný tvar, mírně protažený ve směru jz. - sv. Rozměry činí asi 800 × 600 m, po úhlopříčce kolem 1 100 m. Protože temeno haldy je víceméně ploché, mění se její výška v závislosti na místě porovnání s okolním terénem – z jižní strany to představuje něco málo přes 20 m, na severu se však halda vypíná nad údolí o téměř 70 m. K hlavnímu, přibližně lichoběžníkovému půdorysu tělesa haldy se na severozápadě přimyká o něco nižší výběžek, v nynější době jediná aktivní část. Ostatek tělesa není provozován, jeho celková rozloha se nijak nezvětšuje.

## Historie
Hlavní činnost haldy, založené po 2. světové válce, spadají do období 50. až 80. let 20. století. Železniční vlečka, kterou je napojena na kladenské průmyslové areály, přemosťuje místní silnici Vrapice – Buštěhrad při jihozápadním okraji haldy.(vlečka je již mnoho let zrušena, kolejové napojení je ukončeno zhruba na úrovni areálu bývalé Poldi Dříň) Od tohoto místa pak po vějířovitě se rozbíhající soustavě kolejí probíhalo postupné nasýpání a zvětšování tělesa. Podle současných odhadů halda obsahuje kolem 23 až 27 milionů tun materiálu – vysokopecních a ocelárenských strusek a kalů, teplárenského popílku, popela, škváry, kalů z čistírny odpadních vod. V menší míře byl na haldu, jak volně tak v sudech, ukládán i nebezpečný odpad, mj. obsahující olovo či kyanidy. Pobouření veřejnosti (později podpořené medializací v tehdy populárním časopise Mladý svět) vyvolal v roce 1988 případ, kdy si skupinka dětí z okolních obcí vylezla hrát na Buštěhradskou haldu a nevědomky se přiotrávila. Tato skutečnost jen urychlila již probíhající útlum provozu a rekultivaci haldy. Koncem 80. a počátkem 90. let tak byla většina tělesa pokryta hlínou. Uměle osazovaná zeleň se příliš neujala, ale v průběhu následujících roků si příroda sama poradila a začala na svazích haldy získávat převahu. Původně zarovnaný povrch se časem mírně zvlnil v důsledku rozdílného sedání uložených materiálů. Nyní většinu haldy pokrývá rumištní a stepní vegetace, postupně se zde uchycují stromy. Místo je vyhledávaným útočištěm zvěře, zvláště zajíců a bažantů, jeho úloha v okolní krajině je dokonce přirovnávána k nedaleké přírodní památce Vinařická hora.
V 21. století nepředstavuje halda pro své okolí nepříjemnost, nedochází k významnějšímu šíření prachu, jedovatých látek apod. K této pozitivní skutečnosti zřejmě přispívá i silně zásadité prostředí haldy, které pomáhá vyplavování škodlivin bránit. Studie, které by poskytly přesné informace o složení nitra haldy a procesech tam probíhajících a pomohly tak odhadovat další vývoj, však nejsou. Pozornost Buštěhradská halda opět upoutala v letech 2005 až 2006, kdy její provozovatel, firma REAL Leasing Kladno s. r. o., přišla s plánem na postupné odtěžování části haldy a zpracovávání (zejména ocelárenské strusky) na stavební a jiný materiál (proces, který by trval 18 let a z veřejných rozpočtů stál 10 až 15 miliard Kč). K realizaci tohoto záměru však nedošlo, neboť narazil na rozhodný odpor obyvatel i představitelů jak sousedních tak vzdálenějších obcí z okolí, které si místo dalších zásahů do krajiny přejí zachování současného stavu.

## Galerie

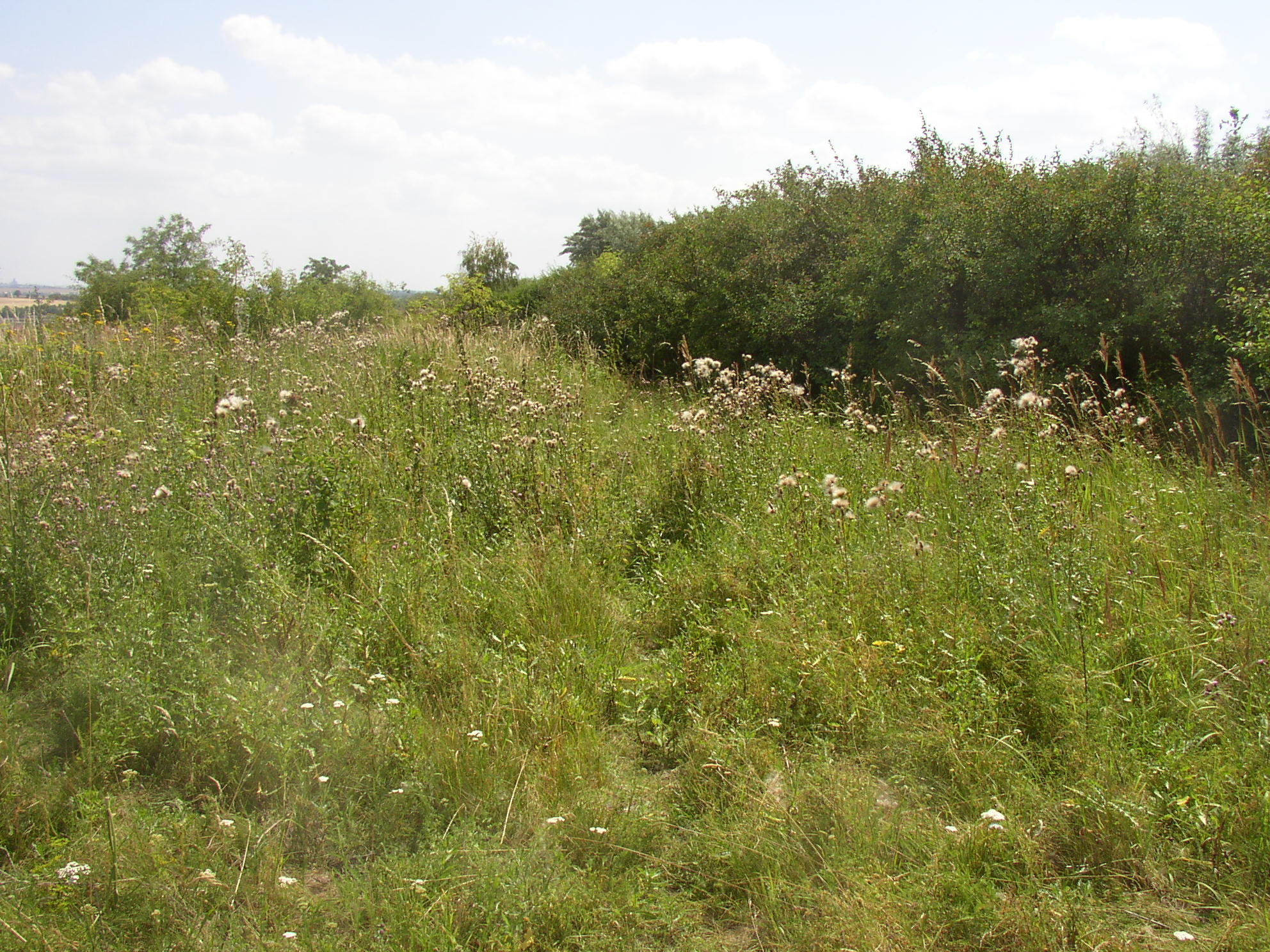
Přirozená sukcese na temeni haldy
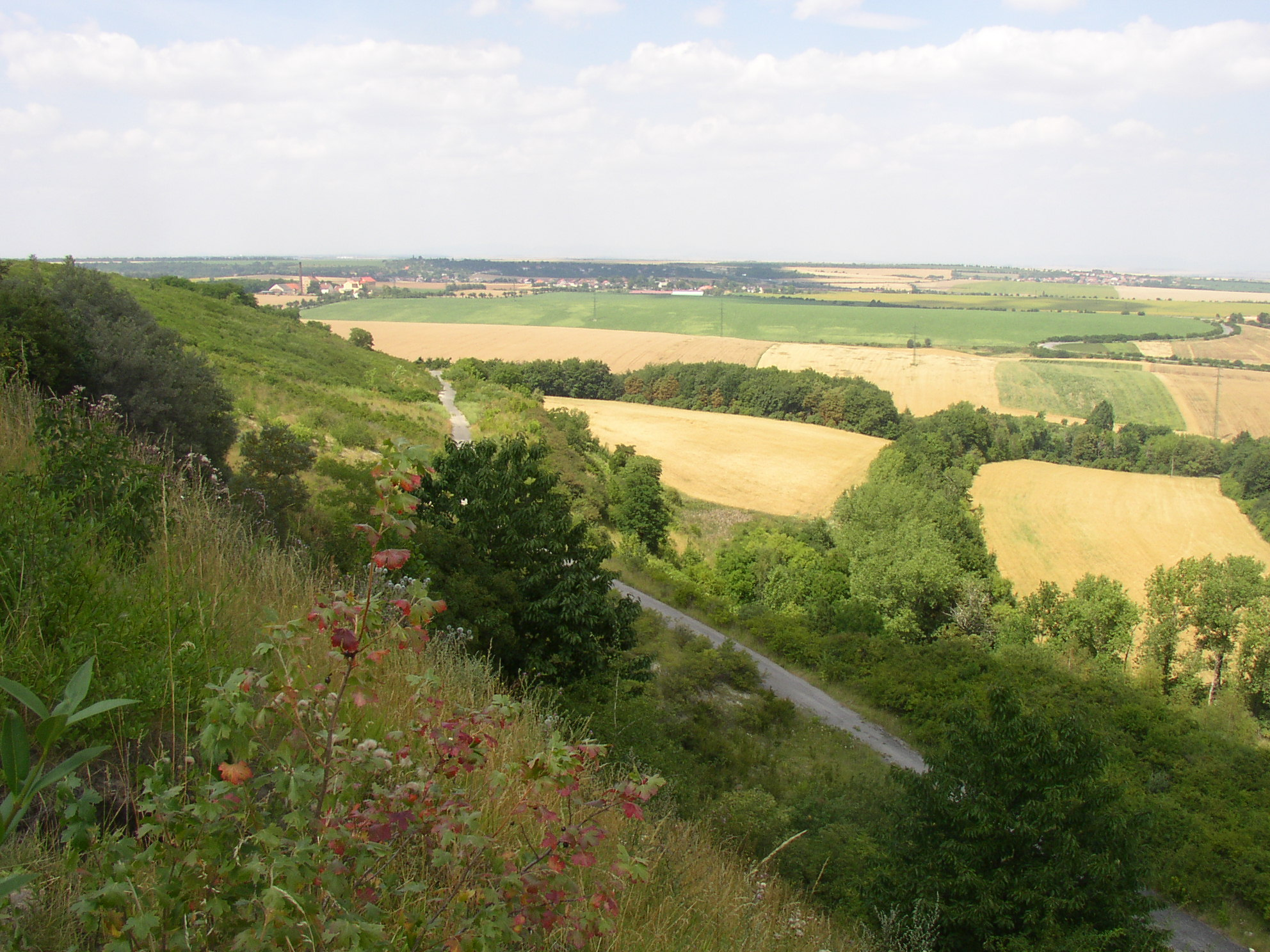
Východní svah, pohled k severu
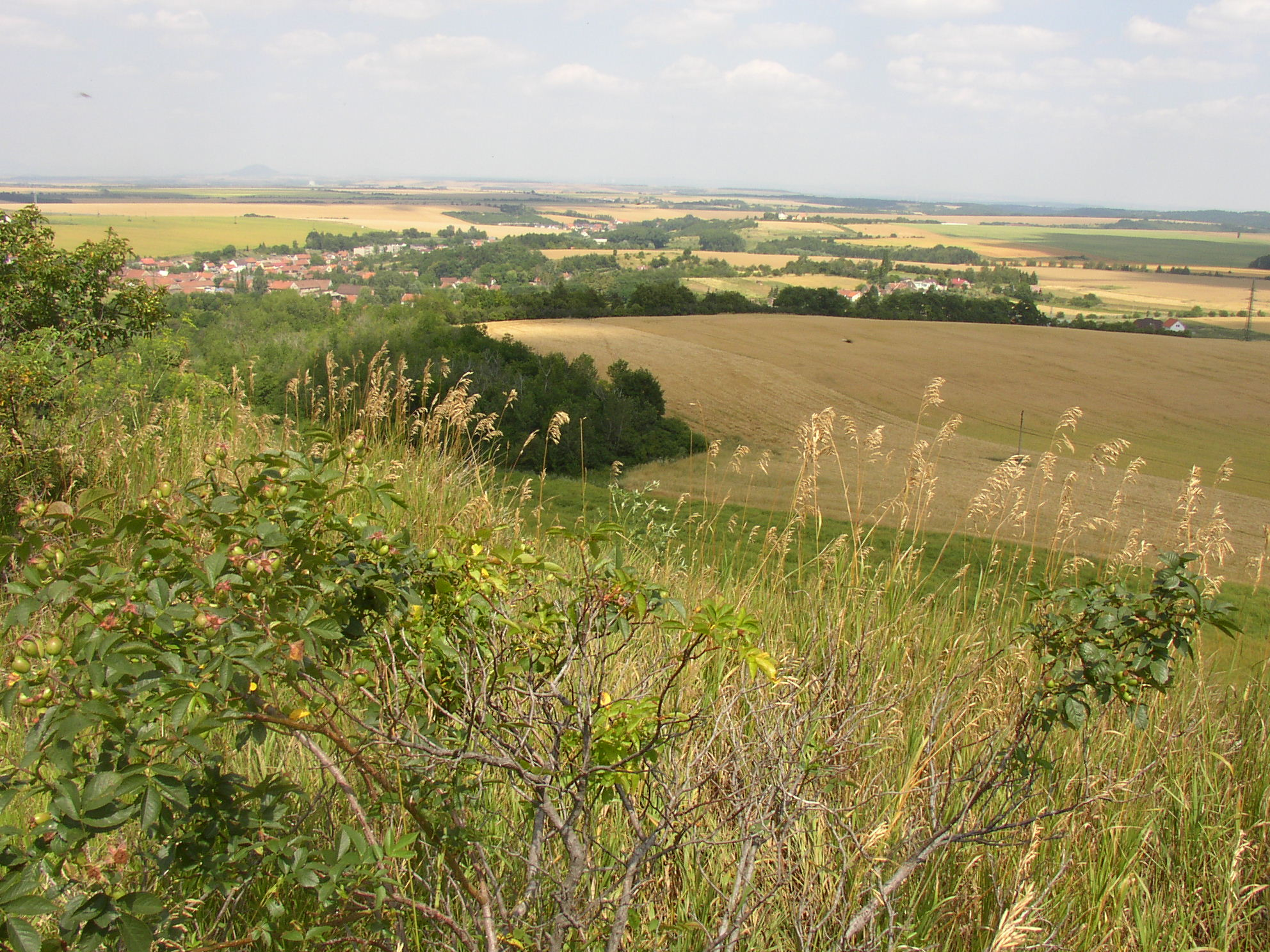
Výhled z temene haldy severovýchodním směrem, na Stehelčeves
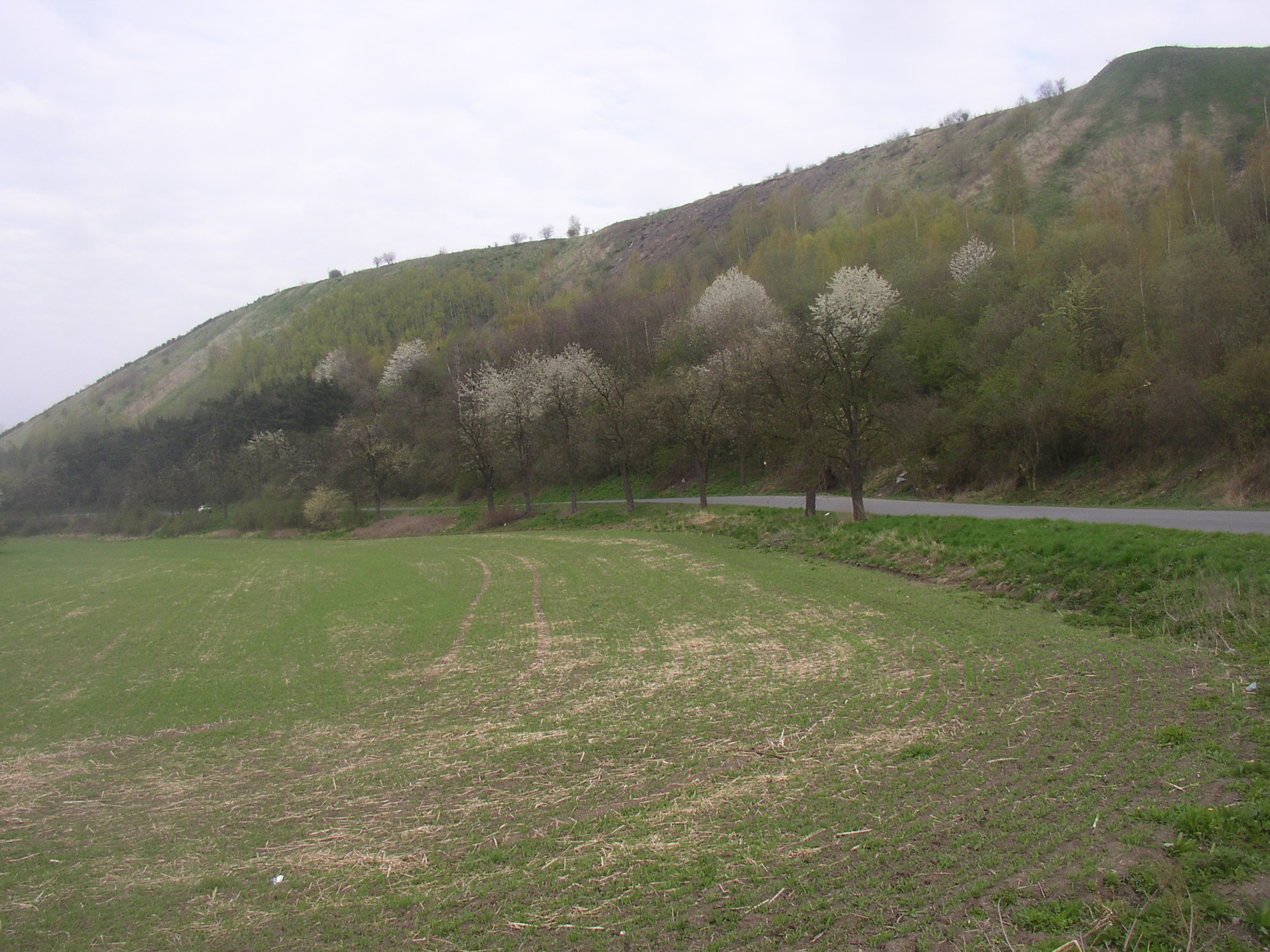
Severní svah nad silnicí Vrapice – Stehelčeves
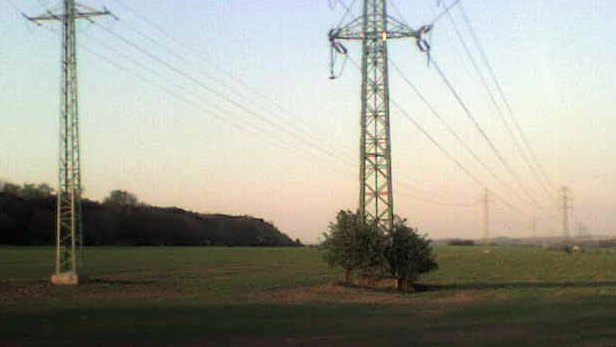
Pohled od jihozápadu, od silnice z Vrapic do Buštěhradu
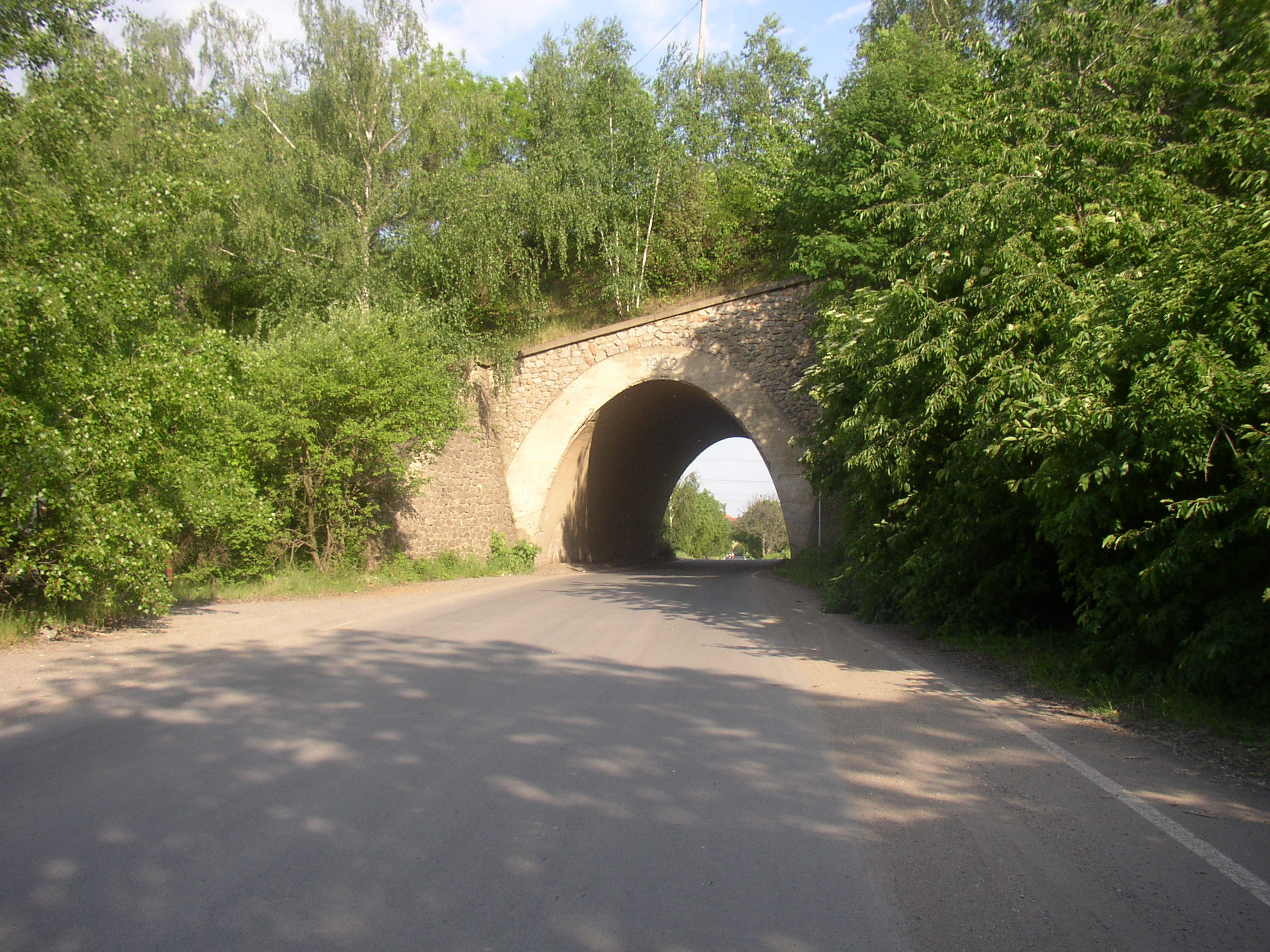
Vlečka na haldu přemosťuje silnici z Vrapic do Buštěhradu